# Juan Rodríguez Vega
Juan Rodríguez Vega (* 16. Januar 1944 in Santiago de Chile; † 1. September 2021) war ein chilenischer Fußballspieler und -trainer. Gemeinsam mit seinem Bruder Manuel gehörte er zum  Ballet Azul, der legendären Mannschaft von Universidad de Chile, die in den 1960er Jahren mehrere Meistertitel holte. Mit Chile nahm der Verteidiger an der Weltmeisterschaft 1974 teil. Juan Rodríguez Vega wurde 1969 und 1970 Fußballer des Jahres in Chile.

## Vereinskarriere
Juan Rodríguez Vega spielte schon in der Jugend von Universidad de Chile und debütierte 1963 in der ersten Mannschaft. Mit dem Ballet Azul gewann Rodríguez in dieser Zeit vier Meistertitel und wechselte anschließend zum Ligakonkurrenten Unión Española. Danach wechselte er nach Mexiko und spielte dort bis 1977 für Atlético Español. 1975 gewann er mit dem Klub aus der Hauptstadt den CONCACAF Champions’ Cup. Zurück in Chile spielte er noch für den CSD Colo-Colo, Coquimbo Unido und Deportivo Ñublense, wo er 1980 seine aktive Karriere beendete.

## Nationalmannschaftskarriere
Juan Rodríguez Vega debütierte für Chile bei der Copa del Pacífico 1968, einem Freundschaftscup mit Hin- und Rückspiel, gegen Peru im August 1968. Nach weiteren Freundschaftsspielen spielte er auch in Qualifikationsspielen zu den Weltmeisterschaften 1970 und 1974. Während sich Chile nicht für das Turnier in Mexiko qualifizierte, nahm La Roja 1974 in Deutschland teil. Darunter stand Rodríguez auch beim historischen Spiel gegen die Sowjetunion auf dem Platz. Rodríguez spielte beim Endturnier 1974 das Eröffnungsspiel gegen Gastgeber Deutschland, das Chile mit 0:1 verlor. Er wurde in der 85. Spielminute durch Alfonso Lara ersetzt. Diese Partie am 24. Juni 1974 war zugleich der letzte Einsatz des Defensivspielers, der insgesamt 26-mal für die Nationalmannschaft auflief.

## Trainerkarriere
Seine Trainerkarriere begann Juan Rodríguez Vega bei Deportivo Ñublense direkt nach seiner aktiven Spielerkarriere. In den Folgejahren trainierte er weitere chilenische Klubs in der Primera und Segunda División sowie Jugendteams. In den 1990er und 2000er Jahren arbeitete er zusammen mit seinem Bruder Manuel in Indonesien, wo sie im Jahr 2004 gemeinsam Persita Tangerang trainierten. Er trainierte weitere Vereine und beendete 2005 seine Trainerkarriere bei Kendari Utama.

## Erfolge
Universidad de Chile
- Chilenischer Meister: 1964, 1965, 1967, 1969

## Auszeichnungen
- Fußballer des Jahres in Chile: 1969, 1970

## Sonstiges
Juan Rodríguez Vega starb am 1. September 2021 an den Folgen von Bauchspeicheldrüsenkrebs. Auch seine beiden Brüder Manuel und Gabriel sind ehemalige professionelle Fußballspieler. Juans Söhne Juan und Francisco spielten auch Profifußball und waren vor allem in Indonesien aktiv.